# 落部村 (岐阜県)
落部村（おちべむら）はかつて岐阜県郡上郡に存在した村である。
現在の郡上市大和町落部に該当する。

## 歴史
- 1889年（明治22年）7月1日 - 旧来の落部村と内ケ谷村が合併し発足。
- 1897年（明治30年）4月1日 - 名皿部村、有坂村、島村と合併し西川村が発足。同日落部村廃止。

## 神社・仏閣
- 日吉神社